# 노구치촌 (효고현)
노구치촌(野口村)은 효고현 가코군에 설치되었던 촌이다. 현재의 가코가와시에 해당한다.